# Городня (Боровский район)
Городня — деревня в сельском поселении «Деревня Кривское» Боровского района Калужской области России.

## География
Расположена на Среднерусской возвышенности, в 6 км от Обнинска, в 12 км от Боровска и 7 км от Малоярославца.
Через Городню протекает река Городянка.
Через Городню проходит автодорога 29К-006 Малоярославец - Боровск.
Климат
Находится в континентальной области умеренного пояса, с холодными и снежными зимами и тёплым, влажным летом. Средняя температура января составляет около −9 °C, а июля — около +18 °C. Весна прохладная, средняя температура марта приблизительно −3 °C, апреля +5,5 °C, а мая +12,3 °C. Осень умеренно-прохладная, в сентябре средняя температура +11 °C, в октябре +5 °C, а в ноябре −1,5 °C. Среднегодовая относительная влажность воздуха составляет около 76—78 %.

## История
Городня известна в связи с событиями 1812 года, когда  Наполеон, захватив Москву, решил двигаться на Калугу. Однако, встретив на Старой Калужской дороге Русскую Армию, повернул в сторону Боровска, намереваясь достичь Калуги по Новой Калужской дороге. Узнав об этом, Кутузов приказал  дать неприятелю бой под Малоярославцем.
Передовые части Великой армии вступили в Малоярославец 23 октября. Наполеон со своим штабом расположился в избе ткача Кирсанова в Городне. Сражение за Малоярославец состоялось 24 октября. Наполеон 13 (25) октября решил лично осмотреть поле сражения. Рано утром, выехав из Городни, император со своей свитой подвергся внезапному нападению казачьих отрядов под командой Иловайского. Чудом избежав пленения, находясь под впечатлением произошедшего, Наполеон приказал своему личному хирургу барону Александр-Урбэн Ивану изготовить ему яд, чтобы в случае опасности успеть покончить с собой, а не попасть в плен. Находясь в своём штабе в Городне, Наполеон принял решение о прекращении продвижения на Калугу и отступлении армии по Смоленской дороге. В память об этих событиях, 25 октября 2012 года въезде в деревню Городня установлен памятный камень.
| Внешние изображения                                   | Внешние изображения                                          |
| ----------------------------------------------------- | ------------------------------------------------------------ |
| Малоярославецкий военно-исторический музей 1812 года: |                                                              |
|                                                       | Под Городней. 13 (25) октября 1812 г. Автор: Аверьянов А. Ю. |
|                                                       | Аверьянов А.Ю. рисунок Совет в Городне                       |

## Население
| 2002 | 2010 |
| ---- | ---- |
| 10   | ↗19  |

## Инфраструктура
Мемориал Великой Отечественной войны

## Транспорт
Через Городню проходит маршрут автобуса № 107 Боровск - Малоярославец.